# Lygisaurus rococo
Lygisaurus rococo — вид сцинкоподібних ящірок родини сцинкових (Scincidae). Ендемік Австралії.

## Поширення і екологія
Lygisaurus rococo відомі з двох місцевостей на північному сході Квінсленду, одна з яких розташована поблизу Чіллаго, а друга — у вулканічному національному парку Ундара. В першій місцевості вони живуть серед вапнякових скель і опалого листя, а у другій — серед базальтових скель і заростей лози.